# Orologio astronomico di Strasburgo

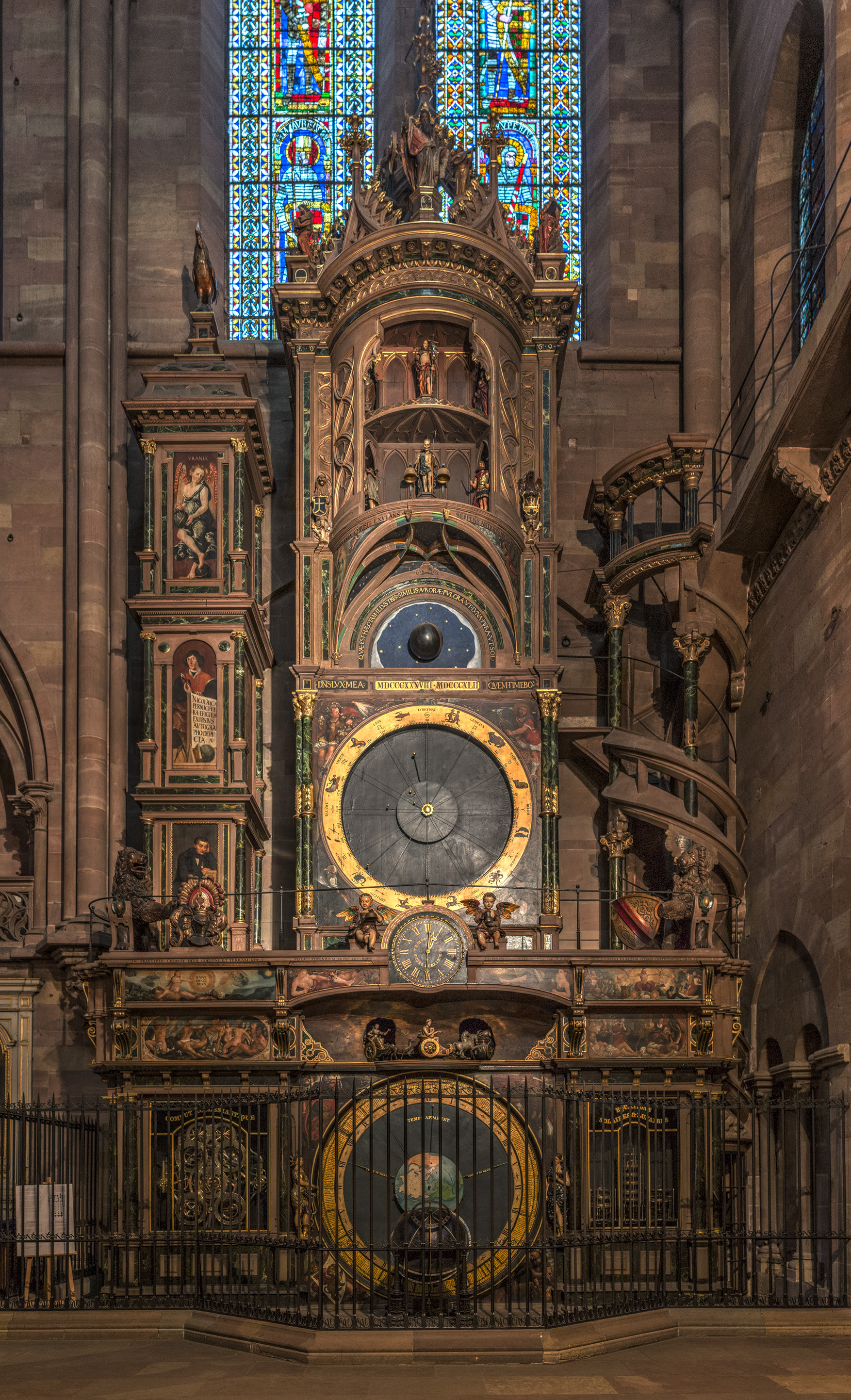
Orologio astronomico

L'orologio astronomico di Strasburgo è stato costruito nel XVI secolo ed è un capolavoro del Rinascimento, all'epoca considerato una delle sette meraviglie della Francia. È situato nella cattedrale di Strasburgo ed è stato portato alle forme attuali nel corso dei secoli.

## Storia
Verso la fine del secolo XIII, con l'invenzione dell'orologio meccanico, si produsse un grande cambiamento nel modo di misurare il tempo, compito in precedenza affidato alle clessidre e agli orologi solari. Molti edifici pubblici furono dotati di grandi orologi meccanici e Strasburgo fu una delle prime città a realizzarne uno, costruendo all'interno della cattedrale, negli anni fra il 1352 e il 1354, il cosiddetto Orologio dei Re Magi.
Si trattava di una costruzione dotata di una cassa alta circa dodici metri contenente il dispositivo meccanico, che comandava un calendario, un astrolabio e, in alto, la statua della Vergine con il Bambino davanti al quale si inginocchiavano ogni ora i Re Magi, mentre un carillon suonava e un gallo cantava innalzando le ali. Nel 1547, essendosi l'orologio ormai irrimediabilmente deteriorato, si decise di costruirne uno nuovo anziché cercare di riparare quello esistente.
Un orologio, su progetto di Conrad Dasypodius, iniziò ad essere costruito tra il 1572 e il 1574 da Isaac e Josia Habrecht. Il monumentale orologio rappresentava la sintesi dei più avanzati studi scientifici dell'epoca nei campi dell'astronomia, matematica e fisica.
Questa costruzione andò per le lunghe, la cattedrale fu adibita al rito protestante, poi ancora a quello cattolico e poi nuovamente a quello protestante: i preposti alla gestione della chiesa cambiarono, i lavori iniziarono tardi e furono poi interrotti, i tempi per reperire uomini capaci di gestire l'orologio furono lunghi e alla fine l'ingranaggio in ferro battuto smise di funzionare definitivamente poco prima della Rivoluzione francese.
Nel 1838 fu dato l'incarico di restaurare l'orologio a Jean Baptiste Schwilgué (1776-1856). Il restauro durò fino al 1842. Si realizzò così l'obiettivo che Schwilgué si era prefisso fin da giovane, quello di far ripartire l'orologio, per cui aveva studiato da autodidatta tutta la vita per acquisire le conoscenze e le capacità necessarie. Schwilgué formò gli operai in modo che fossero in grado di seguirlo, realizzò le macchine per costruire le parti dell'orologio in modo più preciso possibile e le macchine per intagliare il legno sbozzando le figure mobili a partire dai modelli in gesso. Avrebbe voluto costruire un orologio ex novo, ma la comunità non glielo permise a causa del costo che avrebbe dovuto sostenere, e gli affidò soltanto l'incarico del restauro, che portò l'orologio alle condizioni in cui si presenta oggi, senza che andassero perdute le decorazioni pittoriche rinascimentali della grande cassa.

## Struttura
La struttura dell'orologio è composta da una cassa alta 18 metri, che poggia su un basamento alto più di 4 metri e largo 7,30 metri, dal quale si innalzano anche una scala a chiocciola per accedere alla parte superiore, al quadrante esterno e ad una torre entro la quale scorrono i cinque pesi che forniscono la forza motrice ai meccanismi contenuti nella cassa; la ricarica avviene automaticamente ogni settimana, tempo impiegato dai pesi a compiere l'intera discesa. Il tutto è ornato da pitture e sculture in legno.

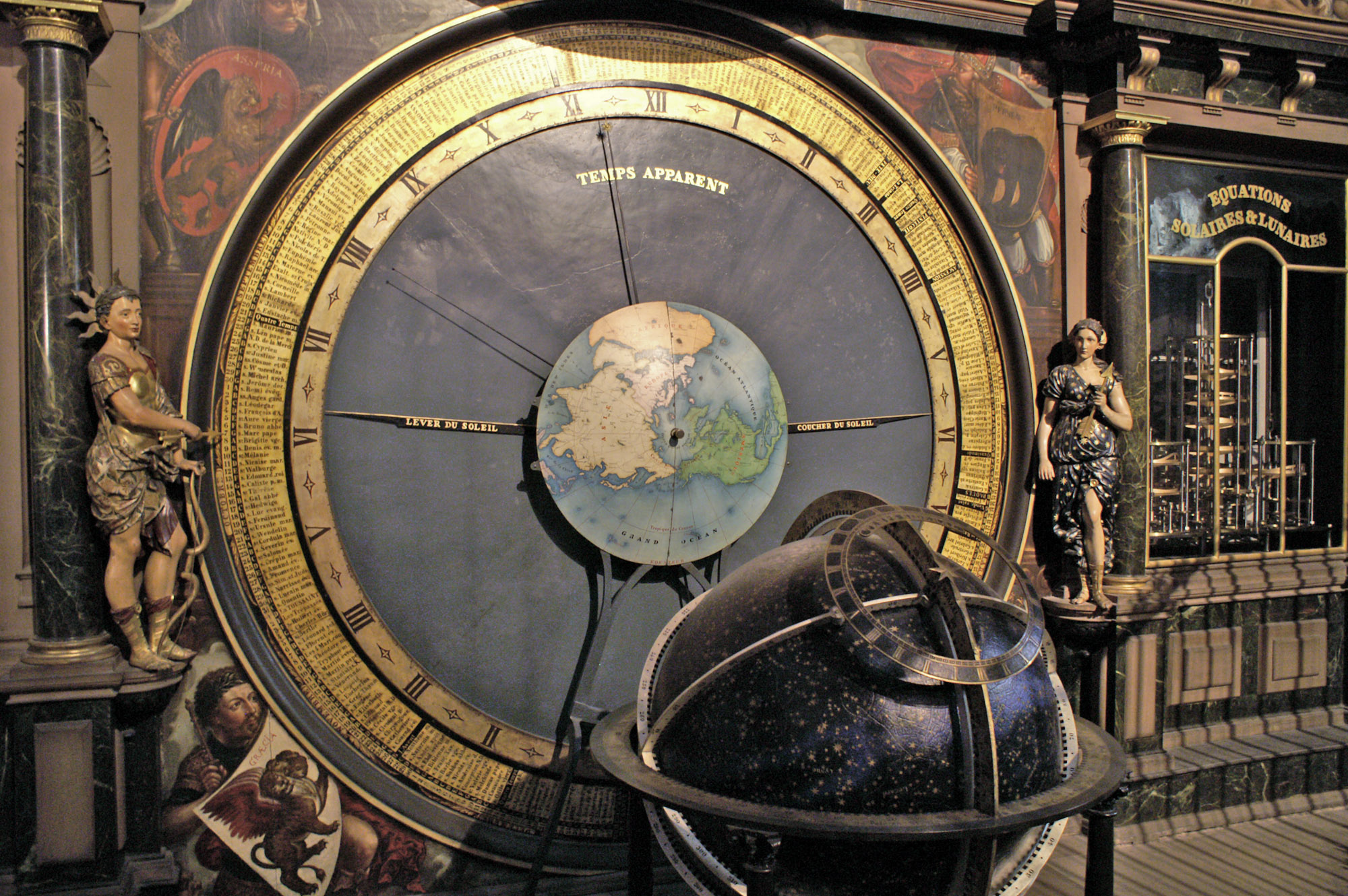
Dettaglio dell'orologio astronomico

L'indicazione dell'ora è data da un quadrante sul quale le lancette argentate indicano l'ora ufficiale e quelle dorate, in anticipo di circa mezz'ora rispetto a quelle argentate, indicano l'ora locale, alla quale sono sincronizzate le suonerie dei vari personaggi meccanici: ad ogni ora, il primo quarto d'ora è scoccato da un putto alato, il secondo da un fanciullo adolescente, il terzo da un adulto e il quarto da un uomo anziano, a simboleggiare le quattro età della vita. Tutti sfilano davanti alla morte (rappresentata da uno scheletro) che ha in una mano una falce e nell'altra un battaglio con il quale batte le ore senza mai fermarsi, mentre le età, come gli uomini, riposano durante la notte; dopo i rintocchi dell'ora battuti dalla morte, un'altra figura di putto alato rovescia la clessidra che tiene in mano.
Ogni giorno, allo scoccare delle 12.30 mattutine, si mettono in funzione una serie di meccanismi: dopo che è stato proiettato nella cattedrale un filmato della durata di circa 20 minuti che illustra quanto sta per accadere, le statue rappresentanti gli apostoli sfilano davanti al Cristo, che, passato l'ultimo apostolo, benedice i visitatori; durante la sfilata degli apostoli un gallo canta per tre volte. Da sempre questo animale ha infatti rappresentato la misura del tempo e, ricordando la rinnegazione di Cristo per tre volte da parte dell'apostolo Pietro avvenuta prima che il gallo canti, simboleggia anche la fragilità umana.
I giorni sono rappresentate da statue delle divinità mitologiche. La domenica è rappresentata dal dio Apollo e successivamente i vari giorni della settimana sono rappresentati da Diana, Marte, Mercurio, Giove, Venere, fino al sabato, che vede Saturno raffigurato mentre divora i suoi figli e rappresenta anche il tempo che divora ciò che crea. La freccia tenuta da Apollo ha anche la funzione di indicare sul calendario il giorno attuale. L'anno è descritto da un calendario perpetuo a forma di anello con i mesi, i giorni e i rispettivi santi, le feste fisse e mobili.
Un globo celeste riproduce i movimenti della volta stellata intorno alla terra immobile al centro, secondo la visione tolemaica. Ha più di 5000 stelle e compie una rotazione completa in un giorno siderale, cioè nel tempo intercorrente fra due passaggi successivi di una stella sullo stesso meridiano, più breve di circa quattro minuti del giorno solare medio. È indicato anche il tempo apparente, o vero tempo solare, dato dal tempo intercorrente fra due passaggi successivi del sole sul meridiano. Due lancette indicano il movimento apparente del sole e quello della luna intorno all'emisfero terrestre settentrionale e indicano quindi con la loro posizione anche le eclissi del sole e della luna.
Il complesso delle pitture, opera dell'artista Tobias Stimmer e del fratello Josias, operanti nel XVI secolo, evoca il tempo sotto i diversi aspetti, cronologico, storico e teologico, ma volendo sempre far intendere che l'uomo e l'umanità sono indirizzati verso la fine. Così è evocata la creazione degli uomini mediante l'estrazione di Eva da una costola d'Adamo da parte di Dio, che, secondo la tradizione protestante, non è rappresentato direttamente ma è soltanto indicato da una scritta al centro di un globo di fuoco. Il giudizio universale, a rappresentare la fine, è illustrato in tre scene di contenuto teologico.
Di concezione teologica luterana sono la rappresentazione della Caduta e della Salvezza mediante la Fede e la Grazia. Le quattro stagioni rappresentano le età dell'uomo e il tempo irreversibile della vecchiaia, perché dietro all'inverno si scorge la morte con la sua clessidra. Altre pitture rappresentano uomini che hanno illustrato la scienza e le arti: ad esempio Niccolò Copernico è raffigurato con in mano un ramo di mughetto, a significare il fatto che fu un medico, ma non in relazione alla sua teoria astronomica eliocentrica, vista dai suoi contemporanei e dall'ideatore dell'orologio soltanto come una geniale ma bizzarra ipotesi, tant'è che il complesso dello strumento abbraccia pienamente la teoria geocentrica aristotelico-tolemaica. Le restanti figure sono Urania, musa dell'astronomia e lo stesso Jean-Baptiste Schwilgué, inizialmente non rappresentato e raffigurato come omaggio postumo  Il planetario mostra la circolazione dei pianeti visibili, e i segni dello zodiaco tracciati sul quadrante permettono di determinare in quale costellazione si trovano i pianeti. Le fasi lunari sono determinate dal globo della luna per metà bianco e per metà nero che compie una rotazione completa, della durata del mese lunare (29 giorni e 55 minuti). I moti dei pianeti e della luna sono realizzati con estrema precisione rispetto alla realtà, precisione che stupisce se si pensa che è realizzata con congegni meccanici di oltre 150 anni fa.
In sintesi l'orologio realizza una completa visione dell'astronomia del Cinquecento, oltre a rappresentare un esempio dell'abilità raggiunta dalla tecnologia meccanica nella metà dell'Ottocento. È un bell'esempio di arte rinascimentale tedesca e un motivo di riflessione sul mistero del tempo.

## Galleria d'immagini

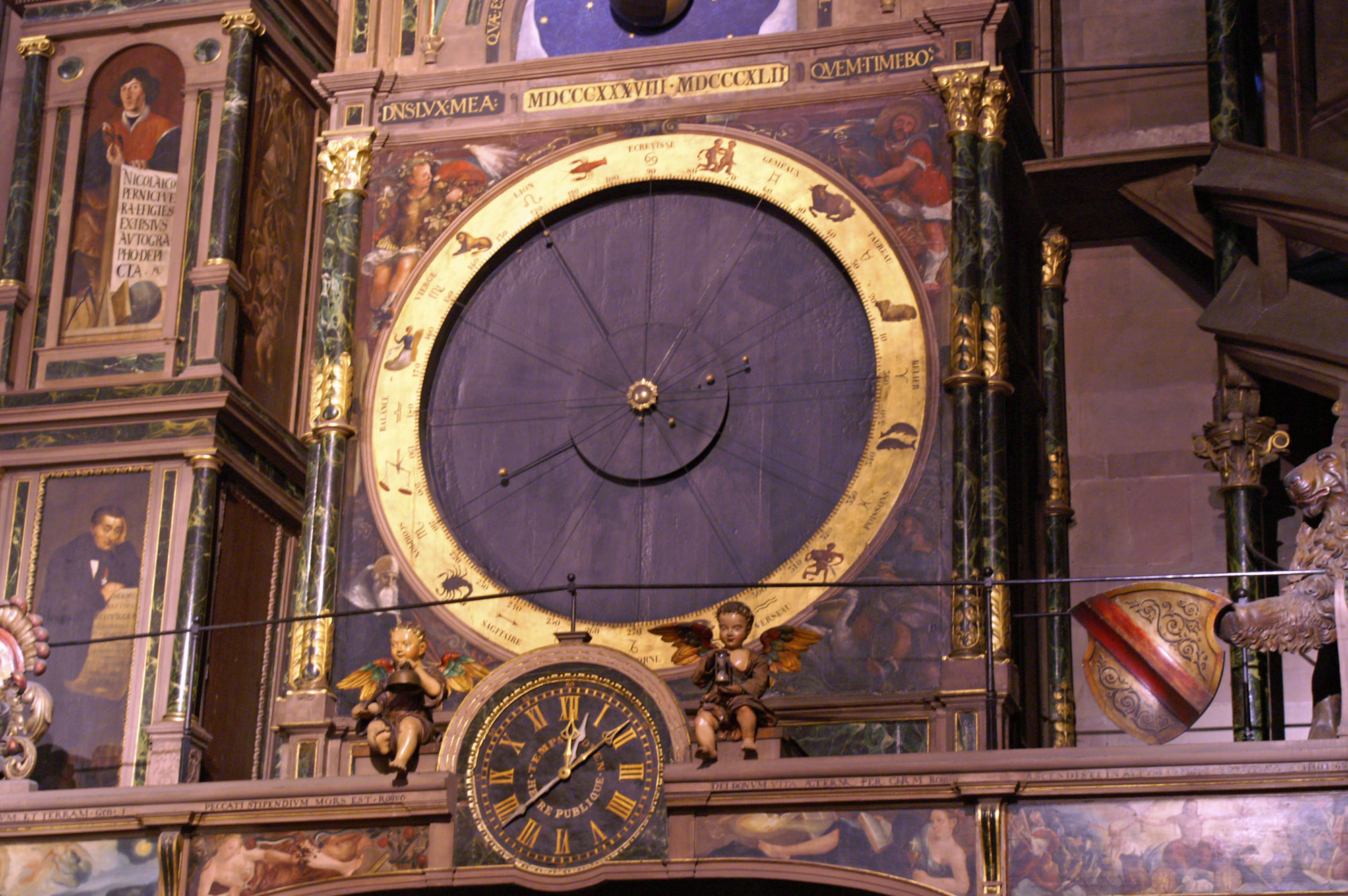
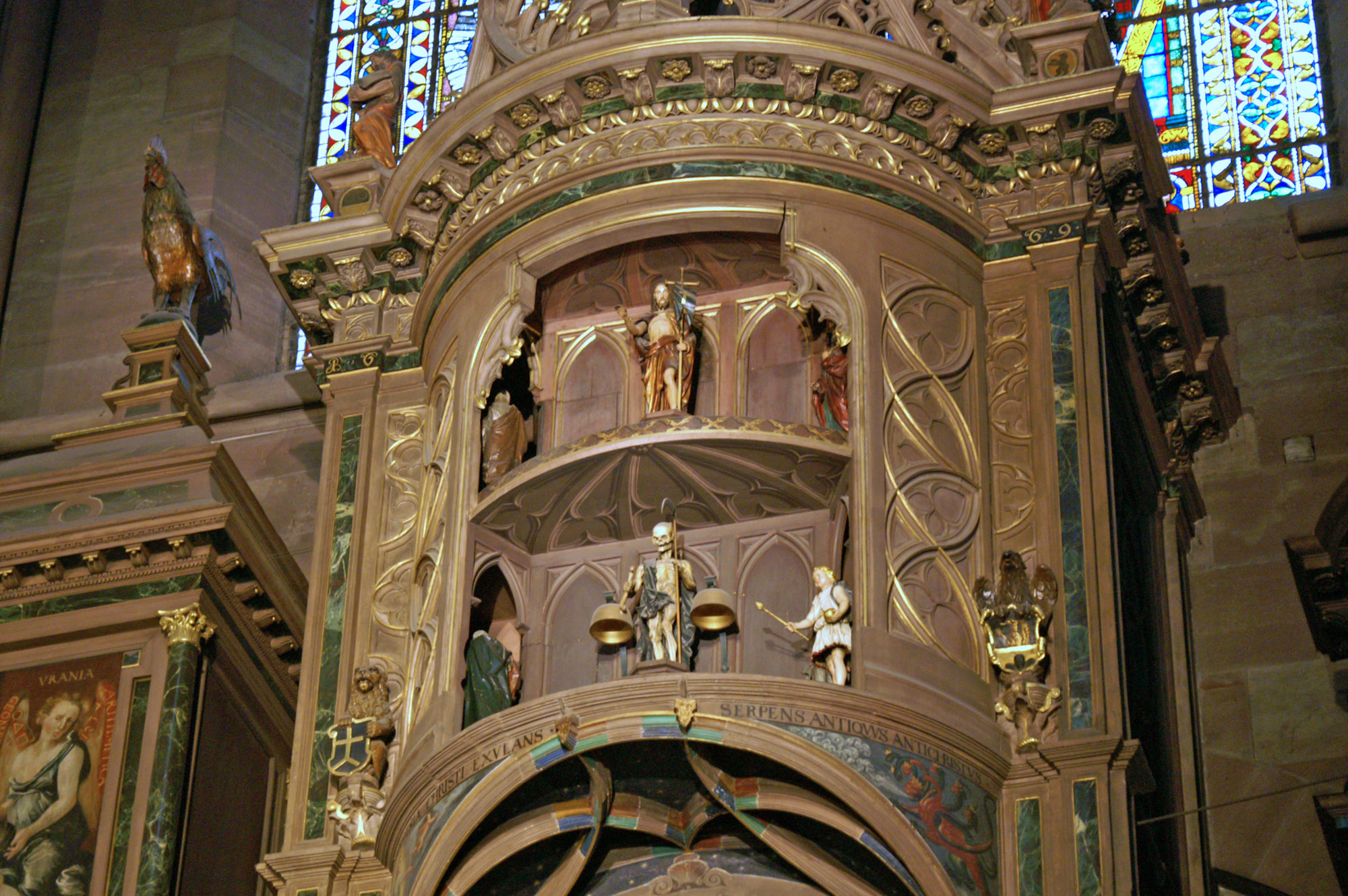
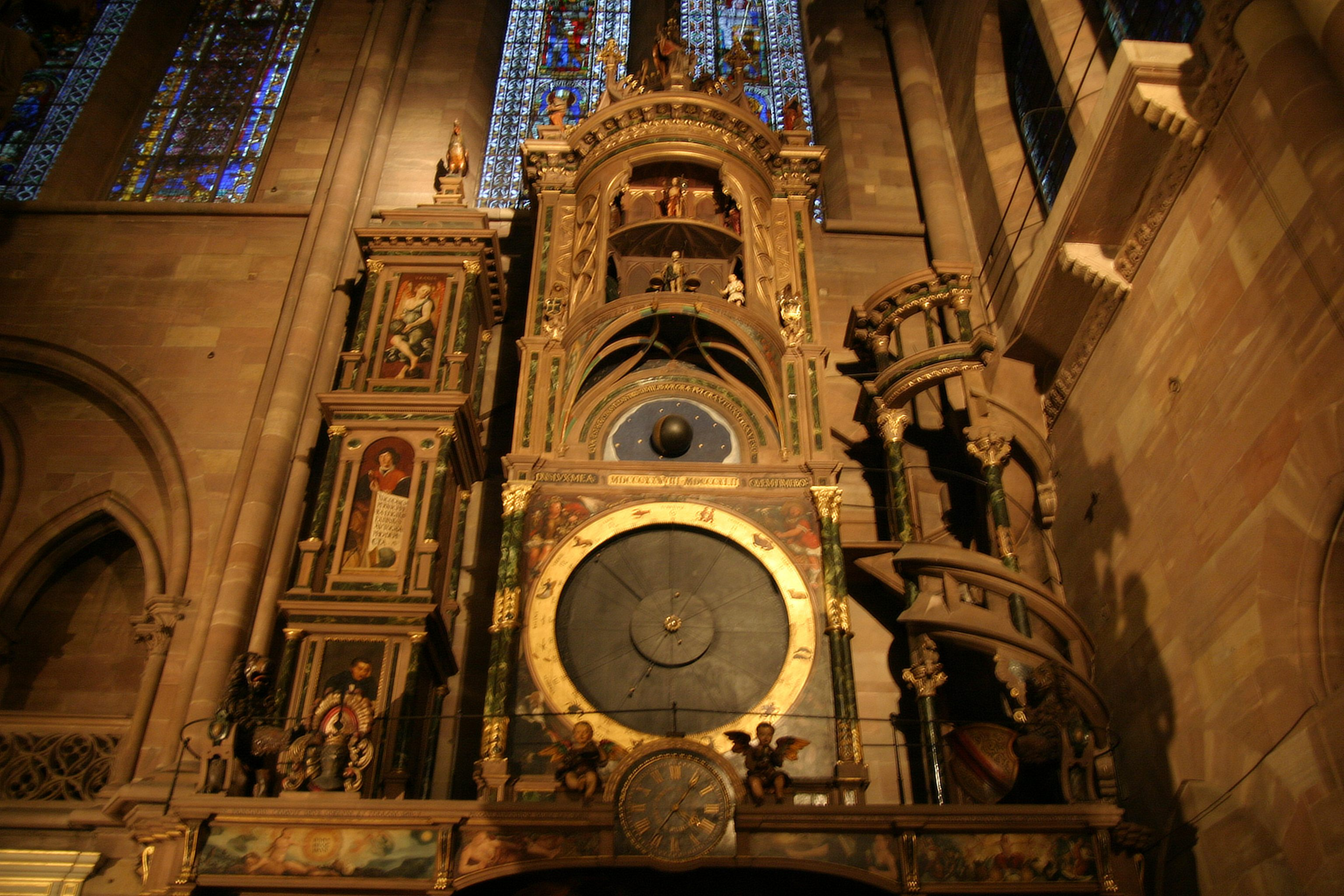
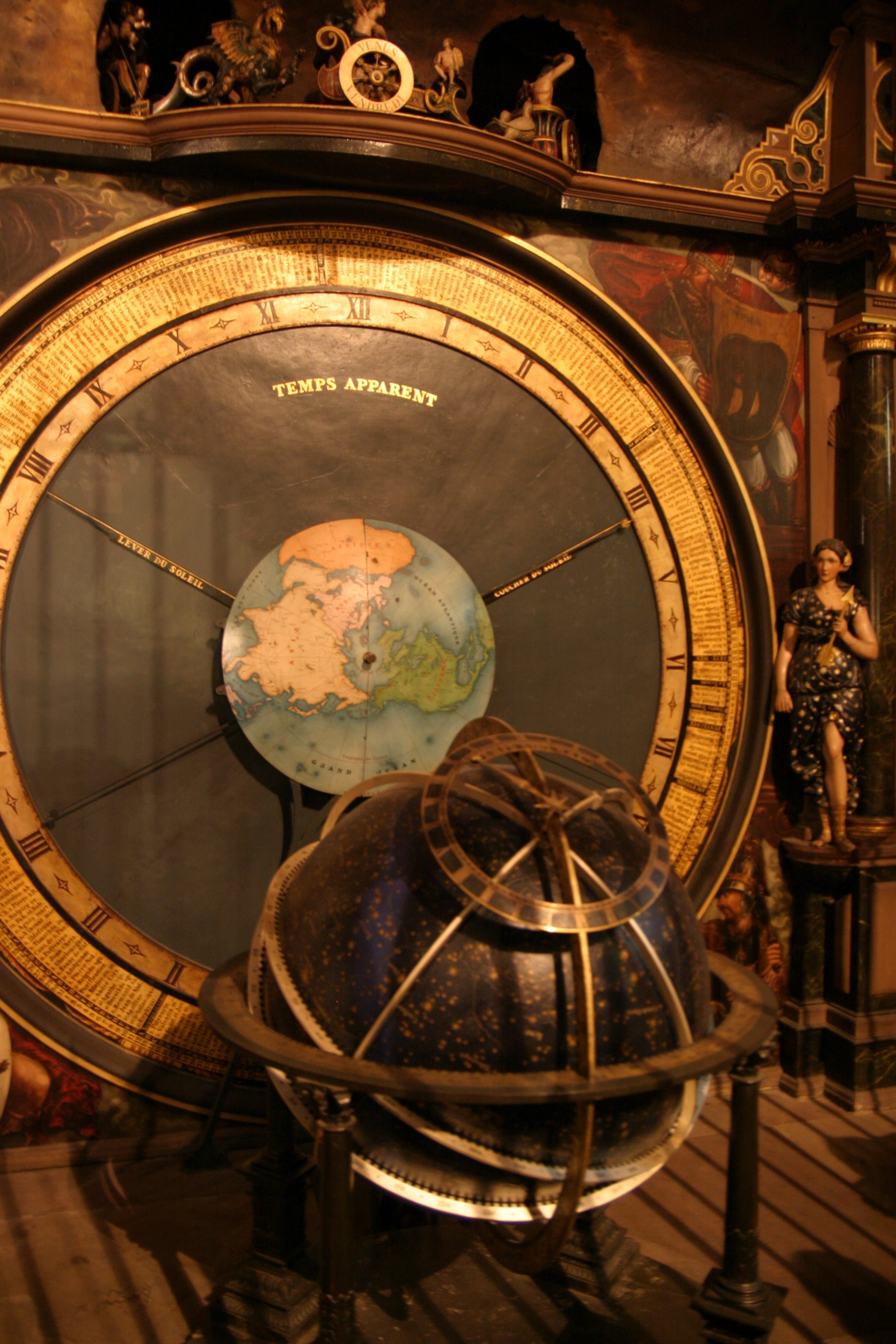